# Otto Franke
Alwin Wilhelm Otto Franke, född den 27 september 1863 i Gernrode, död den 2 september 1946 i Berlin, var en tysk sinolog.
Francke blev professor vid Hamburgs universitet 1901 och arbetade från 1923 vid Berlins universitet. Franke utgav bland annat Studien zur Geschichte des Konfuzianischen Dogmas und der chinesischen Staatsreligion (1920), Die Grossmächte in Ostasien von 1894 bis 1914 (1922) samt Geschichte des chinesichen Reiches (1930).